# Phisalixella
Phisalixella — рід змій родини Pseudoxyrhophiidae. Представники цього роду є ендеміками Мадагаскару.

## Види
Рід Phisalixella нараховує 3 види:
- Phisalixella arctifasciata (Duméril, Bibron, & Duméril, 1854)
- Phisalixella tulearensis (Domergue, 1995)
- Phisalixella variabilis (Boulenger, 1896)